# Піттсбург Пайретс

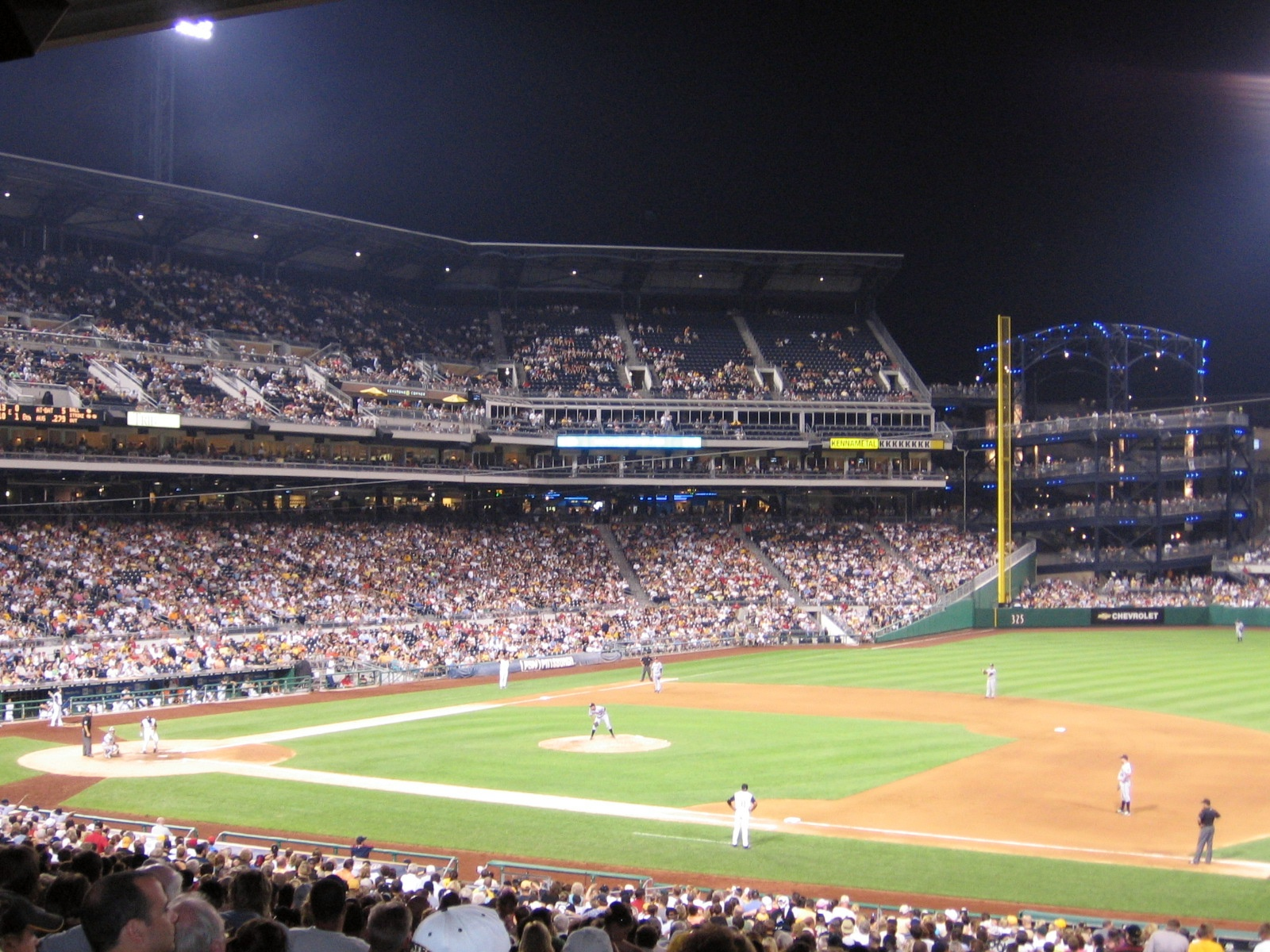
ПНК Парк

«Піттсбург Пайретс» (англ. Pittsburgh Pirates) заснована у 1882 професійна бейсбольна команда розташована в місті Піттсбург у штаті Пенсільванія. Команда є членом Центрального дивізіону, Національної бейсбольної ліги, Головної бейсбольної ліги.
У різні часи були в команди різні назви:
- Піттсбург Аллеґеніс, 1882-1889
- Піттсбург Інносентс 1890
- Піттсбург Пайретс, 1890 — понині

Домашнім полем для «Піттсбург Пайретс» — 
ПНК Парк.
«Пайретс» виграли Світову серію (чемпіонат бейсбола США) у 1909, 1925, 1960, 1971 і 1979 роках.